# Penaz Masani
Penaz Masani es una cantante india de estilo gazal, que comenzó su carrera artística a partir de 1981 y ha grabado más de 20 álbumes durante los años de su trayectoria.
Durante su carrera ha ganado varios premios, entre ellos el título de "Shehzadi Tarunnam ', por el gobierno del estado, Uttar Pradesh en 1996 y el 11 "Premio Kalakar" por "su destacada y contribución a la música, en 2002. Después de graduarse en el Sydenham College, Masani ha trabajado como cantante de producción en el Bollywood, para más de 50 películas hindis y ha interpretado temas musicales en más de 10 idiomas. Bajo los auspicios del Consejo Indio de Relaciones Culturales, también realizó una gira de conciertos en países tan lejos como Alemania, Sudáfrica, Nigeria, Ghana, Senegal y Vietnam. 
Ella fue honorificada con el premio Padma Shri, el 26 de enero de 2009. 